# Нововолинський електромеханічний коледж
Державний Вищий Навчальний Заклад «Нововолинський електромеханічний фаховий коледж» — навчальний заклад І рівня акредитації, технічного напряму. Заснований у 1958 році.

## Історія
Коледж був створений у 1958 році як Нововолинський гірничо-будівельний технікум. Підготовка здійснювалась за наступним рядом спеціальностей: промислове і цивільне будівництво, будівництво гірничих підприємств, підземна розробка вугільних родовищ та гірнича електромеханіка. У 1967 році у зв'язку з відкриттям бавовняно-прядильної фабрики у технікумі ввели 2 нові спеціальності: технологія й обладнання прядильного виробництва та бухгалтерський облік.
У 1975 році у Нововолинську розпочали будівництво заводу Спеціального Технологічного Обладнання, щоб забезпечити дане підприємство працівниками Нововолинський гірничо-будівельний технікум повністю перепрофільовується у Нововолинський електромеханічний технікум. У зв'язку зі зміною профілю навчального закладу, в ньому відкривається ряд нових актуальних спеціальностей — це обробка металів різанням, електрообладнання промислових підприємств і установок та монтаж і експлуатація металообробних верстатів та автоматичних ліній.
Після проголошення Незалежності України у технікумі відкрили спеціальність економіка та планування в галузях народного господарства.
У 1997 році було відкрито ще дві нові спеціальності: Ремонт електропобутової техніки та Технічне обслуговування та ремонт устаткування підприємств машинобудування.
У 2002 році, враховуючи темпи впровадження комп'ютерних технологій у світі, в Нововолинському електромеханічному технікумі було розпочато підготовку фахівців за новою спеціальністю — обслуговування комп'ютерних систем і мереж.
У 2008 році до 50-річчя Нововолинського електромеханічного технікуму навчальний заклад було перейменовано у Державний Вищий Навчальний Заклад «Нововолинський електромеханічний коледж».

## Сьогодення
На сьогоднішній день у коледжі проводиться підготовка фахівців за освітньо-кваліфікаційним рівнем «Молодший спеціаліст» за такими спеціальностями:
- Економіка підприємства
- Технічне обслуговування та ремонт устаткування підприємств машинобудування
- Монтаж і експлуатація електроустаткування підприємств і цивільних споруд
- Обслуговування комп'ютерних систем і мереж
- Ремонт електропобутової техніки

До послуг студентів 4 навчальні корпуси, навчально-виробничі майстерні, лабораторії. На території коледжу є безкоштовний доступ до мережі Інтернет за допомогою технології Wi-Fi.